# Malcolm in the Middle
Malcolm in the Middle (conocida en español como Malcolm, el de en medio o simplemente Malcolm) es una serie de televisión cómica creada por Linwood Boomer para la cadena FOX. La serie comenzó a transmitirse el 9 de enero de 2000 y finalizó el 14 de mayo de 2006, luego de siete temporadas y 151 episodios. La serie recibió elogios de la crítica, y ganó un Peabody, siete premios Emmy, un Grammy y fue siete veces nominada al Globo de Oro.
La serie sigue a una familia de seis (más tarde siete) integrantes y está protagonizada por Malcolm (Frankie Muniz), un chico más o menos normal al cual se le descubre mediante un test en la primera temporada que tiene un cociente intelectual del nivel de un genio. Malcolm disfruta ser inteligente, pero detesta tener que tomar la clase para niños prodigiosos, dado que estos son objeto de burla para los demás estudiantes, quienes los llaman "Krelboynes" (una referencia al Pu Seymour Krelboyne de Little Shop of Horrors). Jane Kaczmarek personifica a la madre de Malcolm, Lois, constantemente al borde de una crisis de nervios por tener que hacerse cargo de toda la familia; y Bryan Cranston personifica a su inmaduro pero amoroso padre, Hal. Christopher Masterson personifica al hermano mayor Francis, un exrebelde que en los primeros episodios está en la escuela militar, a la que fue enviado por sus padres, pero finalmente se casa y consigue un trabajo estable. Justin Berfield es Reese, el hermano mayor de Malcolm. Con el paso de las temporadas, descubre que tiene un gran talento para la cocina. El hermano menor, Dewey (Erik Per Sullivan), se siente amargado sobre su niñez arruinada; sin embargo, es un chico inteligente y prodigioso en la música. En un comienzo, la serie se centraba en Malcolm, pero a medida que progresó se explotó la personalidad de los seis miembros de la familia. Un quinto hijo, Jamie, fue introducido como bebé al final de la cuarta temporada. Aunque en el último episodio se muestra la existencia de un sexto hijo. 
Malcolm in the Middle fue producida por Satin City y Regency Television en asociación con Fox Television Studios. El show tuvo popularidad mundial y fue transmitido en 60 países, siendo aclamado por la crítica. Consiguió el lugar N.º 88 en la lista de «Nuevos clásicos de la TV» de Entertainment Weekly y fue nombrada por Alan Sepinwall de HitFix como uno de los 10 mejores shows en la historia de Fox.
En 2022, Frankie Muniz declaró que Bryan Cranston estaba trabajando en el guion de nuevos episodios, lo que sugería la posibilidad de un retorno o revival. En diciembre de 2024 se anunció que Disney Plus producirá una serie limitada de cuatro episodios, en la que Muniz, Cranston, Kaczmarek, Masterson y Berfield retomarán sus respectivos personajes para celebrar el 25.º aniversario del programa original.

## Trama
La serie trata principalmente sobre un chico de 12 años llamado Malcolm y su familia disfuncional. Está ambientada en un barrio suburbano de los Estados Unidos en un área ficticia de «tres condados».
El show es protagonizado por Frankie Muniz como Malcolm, el tercero de cuatro (después cinco) hermanos, sus hermanos Dewey (Erik Per Sullivan), de 7 años y Reese (Justin Berfield), de 13 años y sus padres, Lois (Jane Kaczmarek) y Hal (Bryan Cranston). El hermano mayor, Francis (Christopher Masterson), de 16 años, fue enviado a la escuela militar, dejando a Malcolm como el hermano mediano de la casa. En la cuarta temporada, el personaje de Jamie (James y Lukas Rodríguez) fue añadido al show como el quinto hijo. 
El show se centra en Malcolm lidiando con las dificultades de ser un adolescente y aguantar las excentricidades de su vida y de su familia. La historia inicia cuando se descubre que Malcolm, quien al igual que sus hermanos es calificado como un chico con tendencia al desorden y la mala conducta, es un chico muy inteligente, con un CI radicalmente por encima de la media, por lo que es reasignado a la clase de superdotados, un salón lleno de chicos nerds acostumbrados a ser abusados por los otros alumnos y consentidos por los profesores. En las siguientes temporadas gradualmente se explora a otros miembros de la familia y sus amigos en mayor profundidad, incluyendo a otros personajes como Craig Feldspar, el compañero de trabajo de Lois y el amigo de Malcolm, Stevie Kenarban o su padre, Abe.
Algunos rasgos distintivos de la serie en comparación a otras de su tiempo son que Malcolm rompe la «cuarta pared» al hablar directamente con el espectador y que todas las escenas fueron filmadas al estilo cinematográfico (una sola cámara), sin utilizar risas de fondo ni una audiencia real en un estudio de grabación. Emulando el estilo de los dramas de larga duración, este show de media hora fue grabado en cinta en lugar de en video. Otro aspecto distintivo es que la apertura de cada episodio no se relaciona con su historia principal, exceptuando los episodios divididos en dos partes, donde cada segundo episodio abría con una recapitulación de la primera parte. El apellido de la familia nunca se ha mencionado directamente en la serie. El libreto de Linwood Boomer del episodio piloto incluía el apellido Wilkerson, pero fue posteriormente eliminado ya que Boomer no quería poner «ningún sello étnico específico en los personajes». Sin embargo, en el episodio piloto en la primera temporada, en la aparición de Francis en la serie, Lois y él hablan por teléfono, y se puede apreciar en la placa de su uniforme, el apellido Wilkerson a partir del minuto 11.

## Personajes

### Principales
- Malcolm Wilkerson (Frankie Muniz): el protagonista epónimo la serie y el más inteligente de la familia.[14][15][16][17]
- Hal Wilkerson (Bryan Cranston): esposo de Lois, padre de Francis, Reese, Malcolm, Dewey y Jamie, además del hijo de Walter y suegro de Piama.
- Lois Wilkerson (Jane Kaczmarek): la matriarca de la familia, esposa de Hal, madre de Francis, Reese, Malcolm, Dewey y Jamie; además de la hija de Ida y suegra de Piama.[18]
- Francis Wilkerson (Christopher Masterson): el primer hijo de Hal y Lois.[19][20][21][22][23][20]
- Reese Wilkerson (Justin Berfield): el segundo hijo de Hal y Lois, siendo el más bravucón de los hermanos.[20][24][25]
- Dewey Wilkerson (Erik Per Sullivan): el cuarto hijo de Hal y Lois, siendo el más joven hasta el nacimiento de Jamie en la cuarta temporada.[26][27][28]
- Jamie Wilkerson (James y Lukas Rodríguez): el quinto hijo de Hal y Lois, nacido al final de la cuarta temporada.[29][30]
- Stevie Kenarban (Craig Lamar Traylor): mejor amigo y compañero de clase de Malcolm.
- Craig Feldspar (David Anthony Higgins): compañero de trabajo de Lois en Lucky Aide.
- Piama Tananahaakna (Emy Coligado): esposa de Francis, nuera de Hal y Lois, y cuñada de Malcolm, Reese, Dewey y Jamie.

### Secundarios
- Lionel Herkabe (Chris Eigeman): maestro de Malcolm en la escuela desde la tercera temporada y un antagonista de la serie.
- Lloyd Jensen (Evan Matthew Cohen): compañero de clases de Malcolm, retratado como un Krelboyne.
- Dabney Hooper (Kyle Sullivan): compañero de clases de Malcolm; también es retratado como un Krelboyne.
- Ida Welker (Cloris Leachman): madre de Lois, suegra de Hal y abuela de los chicos.
- Abraham "Abe" Kenarban (Gary Anthony Williams): padre sobreprotector de Stevie y el mejor amigo de Hal.
- Caroline Miller (Catherine Lloyd Burns): ex profesora de Malcolm, Stevie, Lloyd, Dapbey y otros durante las dos primeras temporadas.[31]
- Eric Hanson (Eric Nenninger): amigo de Francis en la Acamedia Marlin.
- Comandante Edwin Spangler (Daniel von Bargen): exmilitar de la Academia Marlin, donde fungió como el primer jefe de Francis en la serie.
- Lavernia (Brenda Wehle): exjefa de Francis y Eric, propietaria de un sitio de tala de Alaska.
- Otto Mannkusser (Kenneth Mars): jefe de Francis, dueño del rancho donde este comenzó a trabajar a partir de la cuarta temporada.
- Gretchen Mannkusser (Meagen Fay): esposa de Otto, al que ayuda en el rancho.

### Terciarios
- Cynthia Sanders (Tania Raymonde): amiga y de pronto interés amoroso de Malcolm.
- Jessica (Hayden Panettiere): niñera de Malcolm, Reese y Dewey.
- Kitty Kenarban (Merrin Dungey): madre de Stevie y exesposa de Abe.
- Victor Welker (Robert Loggia): esposo de Ida y padrastro de Lois.[32]
- Walter Wilkerson (Christopher Lloyd): padre multimillonario de Hal.
- Polly (Julie Hagerty): niñera de Jamie.
- Cadete Stanley (Karim Prince): amigo de Francis de la Academia Marlin.
- Richie (Todd Giebenhain): amigo delincuente de Francis en las primeras temporadas.
- Nikki (Reagan Dale Neis): una expareja de Malcolm.
- Julie Houlerman (Landry Allbright): una chica de la que Malcolm estaba enamorado en los primeros episodios.
- Sr. Hodges (Steve Vinovich): director de la escuela de Malcolm en los últimos episodios.

## Obra y adaptaciones
Serie de televisión:
| Temporada   | # de episodios | Fecha de estreno         | Fecha de término   |
| ----------- | -------------- | ------------------------ | ------------------ |
| Temporada 1 | 16             | 9 de enero de 2000       | 21 de mayo de 2000 |
| Temporada 2 | 25             | 5 de noviembre de 2000   | 20 de mayo de 2001 |
| Temporada 3 | 22             | 11 de noviembre de 2001  | 12 de mayo de 2002 |
| Temporada 4 | 22             | 3 de noviembre de 2002   | 18 de mayo de 2003 |
| Temporada 5 | 22             | 2 de noviembre de 2003   | 23 de mayo de 2004 |
| Temporada 6 | 22             | 7 de noviembre de 2004   | 15 de mayo de 2005 |
| Temporada 7 | 22             | 30 de septiembre de 2005 | 16 de mayo de 2006 |

Novelas y otros libros:
La serie cuenta con 3 libros de actividades/consejos, y además con una novelización, que consta de 7 volúmenes, que adapta parte de la trama vista en TV.
- My class Project (noviembre de 2000):  libro de actividades, datos curiosos, minijuegos.
- 101 ways to get away with anything (2002):  libro de consejos.
- 101 ways to stop being bored (2003): libro de consejos.

Novelización:
- Malcolm In the middle #1: Life is Unfair (2000)
- Malcolm In the middle #2: Water Park (2000)
- Malcolm In the middle #3: The Bad Luck Charm (2001)
- Malcolm In the middle #4: The exchange student (2001)
- Malcolm In the middle #5: Malcolm for president (2001)
- Malcolm In the middle #6: Hostage for crisis (2001)
- Malcolm In the middle #7: The Krelboyne Parrot (2001)

## Producción

### Desarrollo
El guion del piloto fue desarrollado inicialmente por UPN hasta que Regency Television se involucró en él. Fue planeado para la temporada de la televisión estadounidense 1998-99. Sin embargo, cuando el entusiasmo de UPN por el proyecto disminuyó, Gail Berman logró rescatar al piloto llevando el proyecto a Fox.  El espectáculo fue trasladado al ciclo televisivo 1999-2000 donde fue recogido por Fox. 

### Tema de entrada
El título inicial del show presenta clips cortos de películas de culto o programas de televisión, con temporadas anteriores editadas junto con clips del piloto y episodios iniciales de la serie. Fue actualizado en la cuarta temporada para incluir clips de temporadas posteriores, con la canción «Boss of Me» de They Might Be Giants. 

### Rodaje

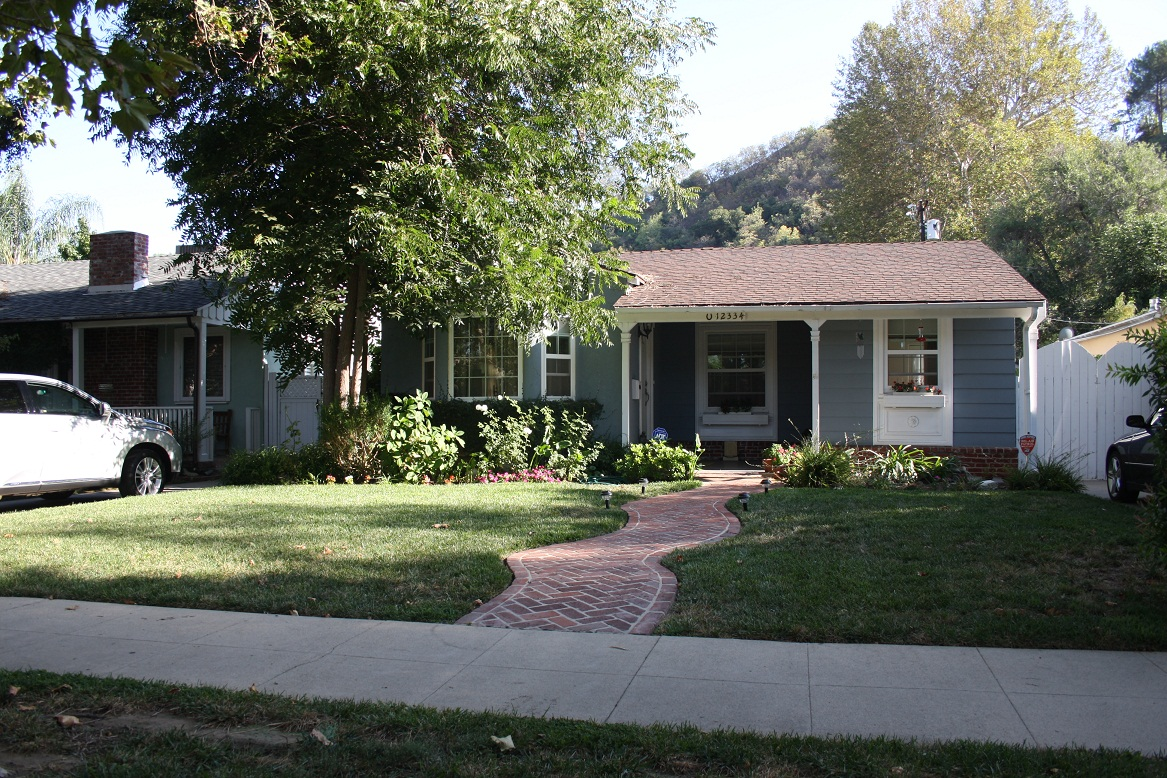
La casa en Studio City apareció en 2009.

Gran parte del rodaje de Malcolm in the Middle se realizó en exteriores  en varias partes de la zona de más de cuarenta y ocho kilómetros alrededor de Los Ángeles. Una casa privada, ubicada en Studio City, California, fue alquilada por más de 3000 dólares estadounidenses al día para filmarla como el exterior de la casa de Malcolm.  Reconstruida en 2011, la propiedad ya no es reconocible debido a su moderno diseño de dos pisos.  Sin embargo, la casa directamente a la izquierda es casi idéntica a la que parecía durante el rodaje, lo que la convierte en una parada frecuente para los aficionados de la serie. Algunas escenas de la escuela fueron filmadas en la Escuela Secundaria Walter Reed, [cita requerida] y el Lucky Aide estuvo representado por un Drug Emporium en 6020 Lankershim Boulevard en North Hollywood. En «Stock Car Races» cuando Hal y los chicos entran en una pista de carreras, la valla publicitaria detrás de la entrada muestra el lugar como Irwindale Speedway, una verdadera pista de carreras en el sur de California. El último episodio de la primera temporada «Water Park» fue filmado en un parque acuático llamado Wild Rivers ubicado en Irvine, California. Aunque se ven palmeras y paisajes desérticos en tomas de la región y la ciudad local a lo largo del programa, lo que indica una ubicación en el oeste de los Estados Unidos, nunca se revela en qué estado se desarrolla el programa (excepto por el paradero de Francis en las primeras temporadas, como su escuela militar en Alabama y su trabajo en Alaska. En el episodio 6 de la sexta temporada  «El regalo de Navidad de Hal» revela una matrícula que muestra que es el «estado Cherokee» u Oklahoma, durante el derbi demo de Lois.) 
La filmación de estudio para Malcolm in the Middle tuvo lugar en el escenario 21 del CBS Studio Center en Studio City, que incluía el interior de la casa y el patio trasero.  El patio de recreo de la escuela secundaria estaba en el punto norte de la propiedad del CBS Studio al final de Radford Avenue. Fue reparado como el patio de la high school que comenzó en la temporada 4 y fue demolido alrededor de  2006 a 2007. 
A continuación se muestran las características distintivas de la filmación y la estructura de la serie, muchas de las cuales influyeron fuertemente en programas posteriores:
- Un inicio frío que presenta a uno o más miembros de una familia en una situación absurda que tiene poco o nada que ver con la trama principal del episodio.
- Un movimiento panorámico de una fracción de segundo como transición de una escena a otra.
- Malcolm hace frecuentes intervenciones hablando directamente a la cámara.[38]
- Un corte abrupto a negro al final de cada segmento, acompañado por el sonido de una puerta golpeándose.

Durante las dos últimas temporadas, Christopher Masterson redujo su tiempo en pantalla a favor de escribir y dirigir algunos episodios. 

### Música
El tema musical del programa, «Boss of Me», fue escrito y grabado por el grupo de rock alternativo They Might Be Giants.  La canción ganó el premio «Mejor Canción Escrita por Película, Televisión u Otros Medios Visuales» en los Premios Grammy 2002. La banda también interpretó casi toda la música incidental para la serie en sus primeras dos temporadas. 
A lo largo de la serie se emplea música ambiental para establecer el tono de las escenas, en sustitución de las tradicionales risas grabadas, lo que aporta una estética más cercana al cine que a las comedias televisivas convencionales. El repertorio musical es amplio y variado, e incluye temas de artistas como ABBA, Basement Jaxx, Sum 41, Kenny Rogers, Lemon Jelly, Lords of Acid, The Getaway People, En Vogue, Electric Light Orchestra, Fatboy Slim, Phil Collins, Claude Debussy, Tears for Fears, Slade, Quiet Riot, Queen y Citizen King, cuyo tema «Better Days» se utiliza tanto en el episodio piloto como en el final de la serie. La banda de pop punk originaria del sur de California, Lit, también cuenta con una presencia destacada en la banda sonora, con varias de sus canciones incluidas a lo largo de distintos episodios, incluso algunas que no fueron lanzadas como sencillos. 
Una banda sonora, Music from Malcolm in the Middle, fue lanzada el 21 de noviembre de 2000.☃☃

## Lanzamiento en DVD
Sólo la primera temporada de Malcolm in the Middle ha sido lanzada en DVD. La segunda temporada que sería lanzada en el otoño de 2003 fue cancelada por la producción del DVD, debido a los altos costes de las autorizaciones de la música utilizada en la serie. La serie completa ha sido lanzada entre 2012 y 2013 en DVD en el Reino Unido y Australia, conservando la música original.
| DVD                  | Fecha de lanzamiento  | N.º de episodios | N.º de discos | Información adicional |
| -------------------- | --------------------- | ---------------- | ------------- | --------------------- |
| Temporada 1 completa | 29 de octubre de 2002 | 16               | 3             | No disponible         |

El 2 de octubre de 2011, las siete temporadas de la serie se incluyeron en el catálogo de Netflix. La música en esta plataforma es diferente a la de los episodios que se transmitieron originalmente.[cita requerida] En Latinoamérica a partir de 2015, la serie se integró al catálogo de Claro Video hasta 2019, ese mismo año se integró a Amazon Prime Video hasta 2021, para ser luego incorporada al catálogo de Disney+.

## Premios y nominaciones
A continuación se muestran los premios y nominaciones que tuvo la serie durante su transmisión en televisión: 

## Regreso
En 2016, Bryan Cranston expresó abiertamente su interés en hacer una reunión. En 2021, Frankie Muniz, en el pódcast de Steve-O, reveló que Cranston estaba escribiendo un guion para una reunión cinematográfica y que todo el elenco estaba listo para regresar, excepto uno que se resistía, aunque mantuvo la identidad en secreto. En diciembre de 2023, durante la aparición de Muniz en el pódcast de Mayim Bialik, se sugirió que el que se resistía era el creador de la serie, Linwood Boomer y que sólo daría su bendición si dos escritores anteriores específicos acepataran regresar.
En diciembre de 2024, se anunció que se estaba preparando un revival de cuatro episodios para Disney+, con Muniz, Cranston y Kaczmarek repitiendo sus papeles. La serie seguirá a Malcolm y a su hija mientras Hal y Lois exigen su presencia para la fiesta de su 40.º aniversario de bodas. Inicialmente, el proyecto se había presentado como una película de dos horas antes de consolidarse en cuatro episodios de 30 minutos para el servicio de streaming La serie comenzó a filmarse en abril de 2025, de acuerdo con el calendario NASCAR de Muniz. En marzo de 2025, se reveló que Berfield y Masterson repetirían sus papeles, mientras que Erik Per Sullivan sería reemplazado por Caleb Ellsworth-Clark como Dewey. También se revelaron otras decisiones de casting con las incorporaciones de Anthony Timpano (Jamie), Vaughan Murrae (como la nueva hermana Kelly), Kiana Madeira (como Tristan, la novia de Malcolm) y Keeley Karsten (como Leah, la hija de Malcolm). El rodaje finalizó en mayo de 2025.